# Un mechón de pelo
Un mechón de pelo es el quinto álbum de estudio de la cantante argentina Tini, publicado el 11 de abril de 2024, por 5020 Records, Sony Music Latin y Hollywood Records. Tini escribió todas las canciones del álbum, y su producción fue llevada a cabo en su mayoría por sus colaboradores de cabecilla Andrés Torres y Mauricio Rengifo, junto con Felipe Contreras y Zecca.
Tini concibió el álbum poco después de terminar de trabajar en Cupido (2023) y continuó desarrollándolo durante su tercera gira de conciertos, Tini Tour (2022-2023). Un mechón de pelo experimenta con música minimalista, música electrónica, rock latino, R&B latino, y contiene elementos de narración, principalmente melodías uptempo y baladas downtempo. Inspirado en sus luchas personales, fue descrito como el disco más personal de Tini hasta ese momento, con un contenido lírico que reflexiona sobre la vulnerabilidad, el dolor, la resiliencia, la renovación y el crecimiento.
De Un mechón de pelo se publicaron tres sencillos. «Pa» fue lanzado el 1 de abril de 2024 como el sencillo principal del álbum, y alcanzó el número uno en Argentina Hot 100, marcando el quinto éxito de Tini en las listas. «Posta» y «Buenos Aires» fueron el segundo y tercer sencillo del álbum, respectivamente. Esta última canción alcanzó el octavo puesto en la lista Argentina Hot 100. Cuatro temas del álbum se colocaron en la lista Argentina Hot 100, dos de ellos entre los 40 primeros.

## Antecedentes
El cuarto álbum de estudio de Tini, Cupido, salió a la venta el 16 de febrero de 2023. El álbum fue un éxito comercial y recibió una respuesta crítica generalmente positiva. El disco produjo múltiples sencillos incluyendo el número uno de Argentina Hot 100 «Miénteme», «Bar», y «La Triple T». Convirtió a Stoessel en el primer acto argentino desde Miguel Caló en 2016 en debutar en el top ten de la lista Billboard Latin Pop Albums. Cupido fue certificado doble platino (Latin) en Estados Unidos por la RIAA. Tini se embarcó en la Gira Tini en apoyo del álbum y su predecesor Tini Tini Tini (2020), que incluyó 60 shows por Sudamérica, Norteamérica y Europa, desde mayo de 2022 hasta noviembre de 2023.
En marzo de 2023, Tini reveló que estaba trabajando en nueva música. Las sesiones de grabación comenzaron ese mes con Tini trabajando con los productores de toda la vida Andrés Torres y Mauricio Rengifo.En una entrevista con El Diaro en noviembre de 2023, Tini reveló que las luchas personales que había tenido en los últimos años habían influido predominantemente en su nuevo álbum. Afirmó que quería «abrirse» al público a través del álbum, que, según reveló, marcaría sónicamente un alejamiento del sonido de su música anterior. En febrero de 2024, ganó su primer Premio Lo Nuestro al Álbum Urbano/Pop del Año por Cupido; en su discurso de aceptación, reveló que era inminente su próximo proyecto musical, el cual «nunca imaginó» que «se [hubiera] atrevido» a hacer.
A la espera de nueva música, Tini dejó en blanco sus redes sociales el 15 de marzo de 2024 y compartió una foto de un suelo lleno de mechones de pelo cortado en su Instagram Stories. En los días siguientes, publicó imágenes de una sesión de fotos con un baño de fondo; representaron el procedimiento de su cambio de look a rubia. El 23 de marzo, adelantó nueva música. El 26 de marzo de 2024, Tini anunció su quinto álbum de estudio, titulado Un mechón de pelo, y su fecha de lanzamiento a través de sus redes sociales. El anuncio iba acompañado de una imagen promocional de ella mirándose al espejo.

## Composición

### Música y letra
Un mechón de pelo es un álbum de spoken word.y pop alternativo Explora una diversidad de otros géneros musicales, incluyendo música electrónica, pop latino, rock latino R&B latino, con fuertes elementos de storytelling; se aleja sonoramente del sonido urbano y reggaeton dominado de su predecesor Cupido. El álbum también incluye canciones uptempo y baladas. Rolling Stone afirmó que «“Un mechón de pelo” presenta una mirada directa a Tini lidiando con las complejidades de estar en el candelero desde una edad temprana, lidiando con problemas de salud mental paralizantes y, al final, convenciéndose a sí misma de que estará bien». Griselda Flores de Billboard señaló que se trata del «proyecto más personal de Tini hasta la fecha», y lo describió como un álbum conceptual cuyo tema detalla sus luchas con la salud mental, el escrutinio de los medios, el estrellato infantil, la desilusión profesional y su celebridad.

### Canciones
El álbum comienza con el sencillo principal «Pa», una emocionante y emotiva balada, en la que comparte el miedo que sintió tras estar a punto de perder a su padre, Alejandro Stoessel. En la canción, suplica por «un ratito más», o un poco más de tiempo con su padre. El siguiente tema «Posta» es una electrónica canción con elementos de R&B latino, en la que aclara quién es y quién no es. En este tema, Tini habla de sus luchas para equilibrar su personalidad artística y su propia identidad, en la que repite las suposiciones que la gente «me ha lanzado durante años. « El tercer tema “Miedo”, comienza con canto coral con mucho eco y, cuando surge la voz de Tini, con el formato epistolar de la canción. El tema es una carta en la que reflexiona sobre aferrarse a un recuerdo y no dejarlo ir. La letra expone los sentimientos de Tini: «Escapé de mi realidad, me encerré en mi soledad». El último verso, plasma el «miedo a no encontrar las palabras» y a una calma que no volvió. El cuarto tema «Ni de Ti» es el sobresaliente del álbum. Es un tema mordaz dirigido a sus detractores. La canción evoca el caos con la base musical, y hace referencia a las mentiras que se inventaron sobre ella y aunque, sin dar nombres, sobre lo que fue su relación con Rodrigo De Paul, involucrando a Cami Homs. Este tempo frenético contrasta con los diferentes audios de su abuela a lo largo de la canción. También incluye un extenso diálogo de la artista. En el quinto tema y el más polémico de este disco, «Ángel», vuelve a curar a ese niño interior, e interrumpe una balada de piano con un rap para compartir la versión de su familia sobre la sonada ruptura y batalla legal entre su padre y un famoso presentador de televisión por la propiedad intelectual del programa de Disney Channel Patito feo, la serie con la que Tini comenzó en 2008. En la canción, asegura "destrozándolo" que le mintió sobre su padre y que, en lugar de que su estatus la ayudara a conseguir su papel revelación en Violetta, como muchos suponían, Disney «ni siquiera quiso contratarla» por ello. Esta canción causó mucha controversia y Tini fue duramente criticada tras lanzar este tema en donde "amenaza" al conductor de televisión sobre este hecho con sus polémicos dichos sobre él. 
La sexta canción del álbum «Buenos Aires» es una balada, respaldada por guitarra acústica, que ha conseguido plasmar el sentimiento de dolor en su videoclip. Al principio del vídeo vemos a Tini mirando por la ventana, con la mirada perdida. A sus pies, en la ciudad, vemos a Tini con un nuevo 'look' realizando actividades con una actitud más segura de sí misma y, a pesar de estar sola ahí abajo, sigue adelante. El tema «Ellas» del álbum, de ocho canciones, fue la primera canción que lanzó, aunque fuera un fragmento de la misma. Cuando Tini borró todos sus posts de Instagram y dio paso a su nueva era, su primer post, en el que hacía referencia a su nuevo proyecto, incluía el comienzo de ellas. Es una canción corta, pero dice mucho. El comienzo es una sucesión de audios de mujeres cercanas, de ahí el título de la canción, apoyando mentalmente a la artista en sus momentos más duros. La canción es una muestra de agradecimiento por ponerse en su lugar y entender el mal estado mental por el que estaba pasando. En el séptimo tema del álbum, «Tinta 90», una referencia a su característico color de pelo, Tini canta sobre cómo lidia con su salud mental en privado y cómo los que la rodeaban ni siquiera se daban cuenta de que estaba sufriendo.«Sólo nosotras dos sabemos lo que pasamos», canta usando pronombres femeninos en español. Afirmó que «esa soy yo hablándome a mí misma y a mi cerebro».
Un upbeat noveno tema del álbum «Bien» escucha a Tini salir de una mentalidad tormentosa. La canción incluye la frase «Un mechón de pelo» que aparece en el título del álbum. Aquí Tini nos muestra su superación personal y que «no todo tiene que estar bien» y «que está bien si no estás bien». Una lección de aprendizaje y crecimiento que, a ritmos marcados, pone fin a esa historia que comenzó trágicamente. El décimo tema «Me Voy» cierra el disco y toda la historia que Tini ha querido mostrar con el álbum Un mechón de pelo. Este tema hace referencia al punto clave en el que Tini deja atrás los acontecimientos pasados y «se va»: «Tengo tiempo para cambiar mi destino y aunque le tengo miedo al amor, ahora me siento mejor.» En este tema, la cantante deja atrás a la antigua Tini. Ya no deja que nadie le diga quién no es: «Antes me causaba mucho pánico no decir algunas cosas. A veces, para tener el valor de hablar, necesitas tiempo. Necesitas procesarlo", dice. «El álbum explica cada punto al que intento llegar... Y quien quiera entenderlo, lo entenderá. Quien no, no lo entenderá».

## Lanzamiento y promoción
Un mechón de pelo salió a la venta el 11 de abril de 2024 a través de 5020 Records y Sony Music Latin. El álbum se publicó a través de descarga digital y streaming. Fue promocionado por proveedores de servicios digitales como Apple Music, Spotify y YouTube. Tras su anuncio, el 27 de marzo de 2024 se publicó un tráiler del álbum en las redes sociales de Tini y en su canal de YouTube. En él se ve a Tini sollozando en silencio mientras se corta el pelo, con una voz en off de ella de sus reflexiones sobre temas de salud mental. El arte de la portada y el tracklist del álbum fueron revelados un día después. Ese mismo día el álbum estaba disponible para pre-pedido. Del 27 de abril al 3 de mayo se realizó una serie de cinco conciertos de promoción del disco en el Hurlingham Club de la ciudad de Hurlingham en el Gran Buenos Aires. El tercer show fue filmado y se emitió por Flow como una película de concierto el 6 de mayo.

### Sencillos
«Pa» se lanzó el 1 de abril de 2024 como sencillo principal del álbum. El video musical de la canción, dirigido por Bàrbara Farré, cuenta con la participación del padre de Tini, Alejandro Stoessel, y fue lanzado el mismo día a través del canal Vevo de Tini en YouTube. «Pa» llegó a la cima de Argentina Hot 100, marcando el quinto sencillo número uno de Tini en el país.
«Posta» fue lanzado el 4 de abril de 2024 como segundo sencillo. La canción debutó en el número 28 de la lista Argentina Hot 100.
«Buenos Aires» fue lanzado el 9 de abril de 2024, como el tercer sencillo. Debutó en el número 8 de la lista Argentina Hot 100.

## Recepción crítica
Un mechón de pelo recibió críticas mayoritariamente positivas por parte de la crítica musical. Thania García de Variety afirmó que se trata de «un álbum conceptual que toca temas que van desde la salud mental hasta la evolución de su carrera como actriz y cantautora. [...] Tini abre las páginas de su diario para contar una historia sobre la resiliencia y la renovación, y también sirve como homenaje al amor y la admiración que siente por su padre». Melanie Cordero de Los 40 señala que «En esta pieza la artista explora el dolor, la angustia, el miedo y el shock que sintió en uno de los momentos más difíciles de su vida. Muestra su lado más vulnerable permitiendo a sus fans sumergirse en el camino introspectivo de su arte [...] cada tema representa un capítulo de resiliencia y evolución. Que sumerge a los oyentes en un universo de emociones y culmina en su camino hacia la paz". Rolling Stone señaló que «[El álbum] es una catarsis, y está muy lejos del proyecto lucrativo que algunos críticos hicieron parecer». Celeste Sawczuk de Infobae afirmó que el álbum «es una carta melódica sobre su propio proceso de curación». Diario Río Negro calificó al álbum como un «proyecto perfecto» y agregó que está «muy bien articulado, para inaugurar una nueva etapa, en la que [Tini] hace borrón y cuenta nueva, abriendo las puertas a su mejor versión».

## Lista de canciones
Todas las canciones fueron escritas por Martina Stoessel, Andrés Torres y Mauricio Rengifo, y producidas por los dos últimos, excepto donde se indica.

| Un mechón de pelo lista de canciones |                |                |          |  |
| N.º                                  | Título         | Productor (es) | Duración |  |
| 1.                                   | «Pa»           |                | 3:10     |  |
| 2.                                   | «Posta»        |                | 2:01     |  |
| 3.                                   | «Miedo»        |                | 3:05     |  |
| 4.                                   | «Ni de Ti»     |                | 2:34     |  |
| 5.                                   | «Ángel»        |                | 3:46     |  |
| 6.                                   | «Buenos Aires» |                | 3:23     |  |
| 7.                                   | «Tinta 90»     |                | 2:46     |  |
| 8.                                   | «Ellas»        | Torres         | 1:47     |  |
| 9.                                   | «Bien»         |                | 2:52     |  |
| 10.                                  | «Me Voy»       | Zecca          | 2:20     |  |
| 28:00                                |                |                |          |  |

## Personal
- Martina Stoessel - voz principal, coros
- Andrés Torres - teclados, guitarra, programación, ingeniería
- Mauricio Rengifo - coros, teclados, programación, ingeniería.
- Tom Norris - mezcla
- Lewis Pickett - mezcla
- Francisco Zecca - ingeniería
- Camilo Zeea - ingeniería

## Posicionamiento
| Tabla (2024)        | Posición |
| ------------------- | -------- |
| España (Promusicae) | 14       |

## Historial de lanzamiento
| Región  | Fecha               | Formato(s)                  | Discográfica                | Ref.   |
| ------- | ------------------- | --------------------------- | --------------------------- | ------ |
| Mundial | 11 de abril de 2024 | Descarga digital, streaming | 5020, Sony Latin, Hollywood | [ 22 ] |